# برج بايتيرك
برج بايتيرك (بالكازاخية: Бәйтерек, Bäyterek) هو نصب تذكاري وبرج للمراقبة في نور سلطان، عاصمة كازاخستان. يعد هذا البرج من المعالم السياحية الشهيرة لدى الزوار الأجانب والكازاخستانيين، وهو رمز للمدينة التي أصبحت عاصمة البلاد في عام 1997. ويقع البرج في شارع Nurzhol، ويعتبر رمزا لكازاخستان بعد الاستقلال.

## وصف
«بايتيرك» تعنى الشجرة، ويمثل البرج شجرة عملاقة عليها عش طائر السعادة الأسطوري.
شرفة البرج تقع على ارتفاع 97 متر، والرقم رمز للسنة التي انتقلت فيها العاصمة من ألماتي إلى نور سلطان.
وفي القمة توجد كرة ذهبية، يبلغ طولها 105 مترا، ويبلغ قطرها 22 مترا.
مهندس هذا المشروع هو المهندس المعماري الإنجليزي نورمان فوستر.
برج بيتيريك بتصميمه الحديث وصيغته الآسيوية من العوالم التي تضفي على عاصمة كازاخستان طابعها الأوروآسيوي الخاص.

## صور

منظر عام للبرج.منظر عام للبرج.
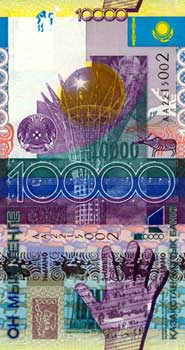
برج بايتيرك على عملة 10000 تينغ كازاخستاني.